# Rudnea, Stara Vîjivka
Rudnea (în ucraineană Рудня) este localitatea de reședință a comunei Rudnea din raionul Stara Vîjivka, regiunea Volînia, Ucraina.

## Demografie
Componența lingvistică a localității Rudnea
     Ucraineană (99,34%)
     Alte limbi (0,66%)
Conform recensământului din 2001, majoritatea populației localității Rudnea era vorbitoare de ucraineană (99,34%), existând în minoritate și vorbitori de alte limbi.